# Miguel Ángel Reyes
Miguel Ángel Reyes Sanguino (Cáceres, 23 febbraio 1968) è un ex cestista spagnolo.

## Palmarès
- Coppa d'Europa: 1

Saski Baskonia: 1995-1996